# 神明 (日野市)
神明（しんめい）は、東京都日野市の町名。現行行政地名は神明一丁目から神明四丁目。

## 地理
日野市の中央部に位置する。
東から時計回りで、日野市日野、日野市川辺堀之内、日野市大字豊田、日野市東豊田、日野市多摩平、日野市大坂上、日野市日野本町、に隣接する。

### 地価
住宅地の地価は、2025年（令和7年）1月1日の公示地価によれば、神明4丁目24番4の地点で27万4000円/m2となっている。

## 世帯数と人口
2025年（令和7年）8月1日現在（日野市発表）の世帯数と人口は以下の通りである。
| 丁目       | 世帯数    | 人口    |
| ---------- | --------- | ------- |
| 神明一丁目 | 788世帯   | 1,565人 |
| 神明二丁目 | 685世帯   | 1,387人 |
| 神明三丁目 | 793世帯   | 1,492人 |
| 神明四丁目 | 977世帯   | 1,941人 |
| 計         | 3,243世帯 | 6,385人 |

### 人口の変遷
国勢調査による人口の推移。
| 年                 | 人口  |
| ------------------ | ----- |
| 1995年（平成7年）  | 5,467 |
| 2000年（平成12年） | 5,901 |
| 2005年（平成17年） | 5,966 |
| 2010年（平成22年） | 6,111 |
| 2015年（平成27年） | 6,251 |
| 2020年（令和2年）  | 6,365 |

### 世帯数の変遷
国勢調査による世帯数の推移。
| 年                 | 世帯数 |
| ------------------ | ------ |
| 1995年（平成7年）  | 2,283  |
| 2000年（平成12年） | 2,541  |
| 2005年（平成17年） | 2,671  |
| 2010年（平成22年） | 2,812  |
| 2015年（平成27年） | 2,934  |
| 2020年（令和2年）  | 3,091  |

## 学区
市立小・中学校に通う場合、学区は以下の通りとなる（2023年10月時点）。
| 丁目       | 番・番地等 | 小学校                 | 中学校                 |
| ---------- | ---------- | ---------------------- | ---------------------- |
| 神明一丁目 | 19〜21番地 | 日野市立日野第一小学校 | 日野市立日野第一中学校 |
| 神明一丁目 | 1〜18番地  | 日野市立日野第七小学校 | 日野市立大坂上中学校   |
| 神明二丁目 | 全域       | 日野市立日野第七小学校 | 日野市立大坂上中学校   |
| 神明三丁目 | 全域       | 日野市立日野第七小学校 | 日野市立大坂上中学校   |
| 神明四丁目 | 12〜26番地 | 日野市立日野第七小学校 | 日野市立大坂上中学校   |
| 神明四丁目 | 1〜11番地  | 日野市立日野第一小学校 | 日野市立日野第一中学校 |

## 交通

### 鉄道
| 隣接する街区に存在する駅            |
| ----------------------------------- |
| JR中央線 JR中央本線 - 日野駅(JC 20) |

### バス
- 京王電鉄バス桜ヶ丘営業所が、周辺の路線バスを担当している。

### 道路
- 市役所通り
- 日野バイパス

## 事業所
2021年（令和3年）現在の経済センサス調査による事業所数と従業員数は以下の通りである。
| 丁目       | 事業所数  | 従業員数 |
| ---------- | --------- | -------- |
| 神明一丁目 | 25事業所  | 978人    |
| 神明二丁目 | 42事業所  | 431人    |
| 神明三丁目 | 33事業所  | 219人    |
| 神明四丁目 | 25事業所  | 84人     |
| 計         | 125事業所 | 1,712人  |

### 事業者数の変遷
経済センサスによる事業所数の推移。
| 年                 | 事業者数 |
| ------------------ | -------- |
| 2016年（平成28年） | 106      |
| 2021年（令和3年）  | 125      |

### 従業員数の変遷
経済センサスによる従業員数の推移。
| 年                 | 従業員数 |
| ------------------ | -------- |
| 2016年（平成28年） | 697      |
| 2021年（令和3年）  | 1,712    |

## 施設

### 神明一丁目
- 日野市役所

### 神明二丁目
- 日野消防署
- 日野市立日野第七小学校

## その他

### 日本郵便
- 郵便番号 : 191-0016[3]（集配局 : 日野郵便局[15]）。